# Bogotà Challenger 1994
Il Bogotà Challenger 1994 è stato un torneo di tennis facente parte della categoria ATP Challenger Series nell'ambito dell'ATP Challenger Series 1994. Il torneo si è giocato a Bogotà in Colombia dal 25 aprile al 1º maggio 1994 su campi in terra rossa.

## Vincitori

### Singolare
Mauricio Hadad ha battuto in finale  Nuno Marques con il punteggio di 6–3, 6–3

### Doppio
Lucas Arnold Ker /  Pablo Campana hanno battuto in finale  Danilo Marcelino /  Nuno Marques con il punteggio di 3–6, 7–6, 7–6